# Deutschland-Cup (Tischtennis)
Der Deutschland-Cup war eine internationale Tischtennisveranstaltung, die von 1987 bis 1999 jährlich am Pfingstwochenende in Trier stattfand. Häufig waren absolute Weltklassespieler am Start. Es wurden Einzel- und Doppelwettbewerbe für Damen und Herren durchgeführt. Veranstalter war der Verein TTC Gelb-Rot Trier.

## Geschichte des Deutschland-Cups
Der Vorläufer des Deutschland-Cups waren die Internationalen Trierer Stadtmeisterschaften, die seit 1954 ausgetragen wurden. Abgelöst wurde er 2000 durch Jugend- und Seniorenturniere, die noch heute (2014) – wieder unter dem Namen Internationale Trierer Stadtmeisterschaften – stattfinden.

### Internationale Trierer Stadtmeisterschaften
Die Internationalen Trierer Stadtmeisterschaften wurden erstmals 1954 vom TTC Gelb-Rot Trier unter der Regie von Heinz Guillaume (* 1928) durchgeführt. Zunächst nahmen vorwiegend Aktive aus dem näheren Trierer Einzugsgebiet – auch aus Luxemburg – teil, in den 1960er Jahren reisten auch Bundesligavereine und zunehmend ausländische Aktive an. Regelmäßiger Gast und mehrfacher Sieger war in dieser Zeit das Ehepaar Eberhard und Diane Schöler. Das Turnier fand zunächst in der Barbaraschule statt. Wegen zunehmender Teilnehmerzahlen und des dadurch zunehmenden Platzbedarfs zog es 1965 in das Friedrich-Wilhelm-Gymnasium, 1971 in die Post-Sporthalle und 1978 in die Sporthalle am Mäusheckerweg um.
Wurden anfangs noch Mixedwettbewerbe gespielt, so beschränkte man sich später auf Einzel- und Doppelwettbewerbe. Angeboten wurden in den 1960er Jahren verschiedenen Leistungsklassen, nämlich eine Sonderklasse, eine A- und B-Klasse sowie ein Seniorenturnier. Zudem wurden seit dem Beginn 1954 auch Schüler- und Jugendturniere ausgerichtet. Eine Ausnahme bildet das Jahr 1984, als ein Mannschaftsturnier für Nationalmannschaften ausgetragen wurde. In den 1970er Jahren wurden Geldpreise für die Sieger eingeführt.

### Deutschland-Cup
1987 wurde das Turnier in Deutschland-Cup umbenannt. Der Ausrichter TTC Gelb-Rot Trier arbeitete nun eng mit dem Deutschen Tischtennis-Bund DTTB zusammen, der das Turnier in seinen Terminplanungen berücksichtigte und auch international für die Teilnahme werben konnte.
1995 wurde die Turnierform geändert von bisherigen KO-System in ein Rundensystem. Danach wurden in der Sonderklasse vier Gruppen gebildet. Die vier Gruppenersten spielten eine weitere Partie untereinander, wonach die beiden Sieger in die Finalgruppe gelangten. Hierfür qualifizierten sich noch sechs weitere Spieler automatisch gemäß ihrer Platzierung in der aktuellen ITTF-Weltrangliste. Die Doppelwettbewerbe entfielen.
1999 wurde der Deutschland-Cup zum letzten Mal ausgetragen. Heinz Guillaume hatte sich zurückgezogen, dazu kamen zunehmende finanzielle und terminliche Probleme. Auch verzichteten manche Aktive aus taktischen Gründen auf eine Teilnahme, weil sie den Verlust von Punkten in der Weltrangliste befürchteten.

## Siegerliste bis 1999
| Jahr | Herren                     | Herkunft     | Damen                  | Herkunft       | Anmerkungen                                 |
| ---- | -------------------------- | ------------ | ---------------------- | -------------- | ------------------------------------------- |
| 1962 | Wolf Berger                | Frankfurt    | Mavis van Geldern      | Brüssel        |                                             |
| 1963 | Wolf Berger                | Frankfurt    | Mavis van Geldern      | Brüssel        |                                             |
| 1964 | Eberhard Schöler           | Düsseldorf   | Rosemarie Seidel       | Kaiserberg     |                                             |
| 1965 | Eberhard Schöler           | Düsseldorf   | Diane Rowe             | England        | [ 1 ]                                       |
| 1966 | Eberhard Schöler           | Düsseldorf   | Diane Schöler          | Düsseldorf     |                                             |
| 1967 | Eberhard Schöler           | Düsseldorf   | Diane Schöler          | Düsseldorf     |                                             |
| 1968 | Günter Köcher              | Frankfurt    | Diane Schöler          | Düsseldorf     |                                             |
| 1969 | Klaus Schmittinger         | Frankfurt    | Diane Schöler          | Düsseldorf     |                                             |
| 1970 | Eberhard Schöler           | Düsseldorf   | Diane Schöler          | Düsseldorf     | [ 9 ]                                       |
| 1971 | Bernt Jansen               | Berlin       | Diane Schöler          | Düsseldorf     |                                             |
| 1972 | Bernt Jansen Vladimír Miko | Berlin CSSR  | Jana Eberle            | Kaiserslautern |                                             |
| 1973 | Eberhard Schöler           | Düsseldorf   | Jana Eberle            | Kaiserslautern |                                             |
| 1974 | Jochen Leiß                | Düsseldorf   | Jana Eberle            | Kaiserslautern |                                             |
| 1975 | Wilfried Lieck             | Altena       | Ursula Hirschmüller    | Kaiserberg     |                                             |
| 1976 | Eberhard Schöler           | Düsseldorf   | Ursula Hirschmüller    | Kaiserberg     | [ 10 ] [ 11 ]                               |
| 1977 | Ralf Wosik                 | Düsseldorf   | Karen Senior           | Irland         |                                             |
| 1978 | Tibor Klampár              | Ungarn       | Karen Senior           | Irland         | [ 12 ]                                      |
| 1979 | István Jónyer              | Ungarn       | Sabine Wenzel          | Kronshagen     |                                             |
| 1980 | István Jónyer              | Ungarn       | Wei Lilie              | China          |                                             |
| 1981 | Liang Geliang              | China        | Carine Risch           | Luxemburg      |                                             |
| 1982 | Ralf Wosik                 | Düsseldorf   | Barbara Lippens        | Belgien        |                                             |
| 1983 | Desmond Douglas            | England      | Judit Magos            | Ungarn         |                                             |
| 1984 | Nationalmannschaft         | Polen        | Nationalmannschaft     | Ungarn         | Turnier für Nationalmannschaften            |
| 1985 | Xie Saike                  | China        | Mirjam Kloppenburg     | Niederlande    |                                             |
| 1986 | Xu Zeng Cai                | China        | Olga Nemes             | Saarbrücken    |                                             |
| 1987 | Jörgen Persson             | Schweden     | Wang Xiaoming\|        | Frankreich     |                                             |
| 1988 | Leszek Kucharski           | Polen        | Daniela Guergueltcheva | Bulgarien      |                                             |
| 1989 | Andrzej Grubba             | Polen        | Mirjam Kloppenburg     | Niederlande    |                                             |
| 1990 | Yang Jianhua               | Luxemburg    | Xiu Yanhua             | China          | [ 5 ]                                       |
| 1991 | Andrzej Grubba             | Polen        | Tong Ling              | China          | Acht Aktive aus den TOP12 der Weltrangliste |
| 1992 | Chen Xinhua                | England      | Tong Ling              | China          | 37 Nationen, Preisgeld: 25.800 DM           |
| 1993 | Johnny Huang               | Kanada       | Ni Xialian             | Luxemburg      |                                             |
| 1994 | Ma Wenge                   | China        | Jing Tian-Zörner       | China          | Preisgeld: 40.000 DM                        |
| 1995 | Dmitri Masunow             | Russland     | Qianhong He            | China          | [ 8 ]                                       |
| 1996 | Ding Yi                    | Österreich   | Ni Xialian             | Luxemburg      | Preisgeld: 70.000 DM                        |
| 1997 | Jan-Ove Waldner            | Schweden     | Jie Schöpp             | Deutschland    | [ 15 ]                                      |
| 1998 | Ma Wenge                   | China        | Tamara Boros           | Kroatien       |                                             |
| 1999 | Wladimir Samsonow          | Weißrussland | Qianhong Gotsch        | Betzingen      | Preisgeld: 70.200 DM                        |